# Пирумов, Григорий Ульянович
Григорий Ульянович Пирумов (ошибочно Георгий или Геннадий Перумов; род. 9 июня 1962, Москва) — российский предприниматель и государственный деятель, кандидат физико-математических наук (1990), статс-секретарь-заместитель Министра культуры Российской Федерации с 8 сентября 2015 по 6 декабря 2016 года. Сознался в мошенничестве и был осужден в 2017 году; в мае 2018 года был арестован по новому делу о хищении средств, выделенных на строительство комплекса зданий Эрмитажа.

## Биография

### Ранние годы. Образование
Григорий Пирумов родился 9 июня 1962 в Москве в семье профессора Ульяна Пирумова (1931—2015) и Татьяны Давидовны Пирумовой (ум. 24 ноября 2017). В 1985 году Григорий Пирумов окончил Московский физико-технический институт по специальности «динамика полета и управление» (с отличием). С 1985 по 1987 год он был аспирантом того же института — защитил диссертацию на тему «Моделирование динамики манипуляционных роботов с упругими элементами», став кандидатом физико-математических наук (1990). В 1987 году он стал младшим научным сотрудником Института проблем механики АН СССР.
В 2004 году Пирумов окончил Московский государственный университет экономики, статистики и информатики, где обучался по специальности «финансы и кредит». В том же, 2004, году он окончил Российскую академию государственной службы — его специальностью было «государственное и муниципальное управление» (с отличием).

### Бизнес и госслужба
С 1990 по 2000 год Пирумов работал в Москве в ряде коммерческих структур. С 2000 по 2005 год он занимал пост начальника управления реализации жилищной программы — данное управление относилось к департаменту внебюджетной политики строительства города Москвы (предшественнику Управления по реализации инвестиционных программ в строительстве Москвы). Входил в «Межведомственную комиссию при Правительстве Москвы по вопросам реализации жилой площади на коммерческой основе, построенной по городскому заказу». После этого он вернулся в бизнес: с 2005 по 2012 год являлся первым заместителя гендиректора ЗАО «Русский дом недвижимости» (РДН).
В 2012 году Григорий Пирумов перешёл на работу в Министерство культуры: с июля 2012 по март 2013 года он состоял в должности директора департамента управления имуществом и инвестиционной политики министерства. 20 марта 2013 года он был назначен заместителем министра культуры РФ, а 8 сентября 2015 года — получил пост статс-секретаря-заместителя министра. В январе 2015 года Пирумов — наряду с вице-губернатором Санкт-Петербурга Маратом Оганесяном, вице-губернатором Ленинградской области Николай Емельянов и другими чиновниками — вошел в Координационный совет по вопросам управления объектом всемирного наследия «Исторический центр Санкт-Петербурга и связанные с ним группы памятников» (Координационный совет по охране памятников ЮНЕСКО).
Григорий Пирумов также являлся совладельцем банка «Нефтяной альянс» — напрямую и через компанию «Русский дом недвижимости» ему принадлежало 6,2 % акций этого банка.

### «Дело реставраторов»

#### Первый приговор
15 марта 2016 года Григорий Пирумов был задержан в Ростове-на-Дону сотрудниками ФСБ по подозрению в хищении средств, выделенных из бюджета на реставрацию объектов культурного наследия. 24 марта ему было предъявлено обвинение по ч. 4 ст. 159 УК РФ «Мошенничество в особо крупном размере, совершенное группой лиц»: по данным следствия при реставрации Новодевичьего монастыря в Москве, Музея космонавтики в Калуге, Иоанно-Предтеченского монастыря, драматического театра в Пскове, Изборской крепости и оборонительной казармы «Кронпринц» в Калининграде были похищены более 100 миллионов рублей. Всего по делу проходили восемь бывших чиновников и бизнесменов, среди которых Пирумов назывался «ключевым фигурантом». Кроме того, по версии следствия, счета банка «Нефтяной альянс» могли использоваться Пирумовым для мошеннических схем, так как неоднократно выдавали гарантии интересующим ФСБ подрядчикам министерства, в частности компаниям «Реставрационный проект» и «Мехстройтранс».
В декабре 2016 года имя Григория Пирумова было упомянуто в связи с публикацией «Панамского досье». 6 декабря распоряжением правительства Пирумов он был уволен из Министерства культуры. В январе 2017 года Пирумов в суде полностью признал свою вину. 25 августа дело Пирумова и других подозреваемых по «делу реставраторов» было передано в Дорогомиловский районный суд Москвы; 29 августа Министерство культуры сняло материальные претензии к Григорию Пирумову и другим фигурантам дела, поскольку они погасили ущерб перед государством. 4 сентября, на пресс-конференции в Китае, президент России Владимир Путин упомянул об аресте и содержании под стражей Григория Пирумова в связи с вопросом о деле Кирилла Серебренникова.
По утверждению правозащитника и экс-депутата Псковского законодательного собрания Льва Шлосберга, ответственность за ситуацию несёт не только Пирумов и Мазо, но и сам Мединский как его непосредственный начальник, так как он допустил заключение сделок при «непрозрачных контрактах и госзакупках». Советник президента РФ по культуре Владимир Толстой в связи с коррупционным скандалом заметил, что на месте Мединского подал бы в отставку. Расследование хищения и отмывания бюджетных средств в Минкульте получило в прессе именование «дела культурной прачечной»
Под следствием находятся замдиректора Эрмитажа и замминистра культуры.В. Путин
5 октября 2017 года гособвинение потребовало для Григория Пирумова наказания в виде пяти лет лишения свободы. Судья Галина Таланина приговорила Пирумова к полутора годам колонии общего режима — после чего он был освобожден в зале суда, так как назначенный ему срок заключения он к тому моменту уже провел в СИЗО. 24 января 2019 года Московский городской суд удовлетворил апелляцию прокуратуры и ужесточил приговор бывшему замминистру: срок лишения свободы был увеличен вдвое — с полутора до трёх лет колонии.

#### Второй приговор
17 мая 2018 года Григорий Пирумов был задержан в Санкт-Петербурге: следователи СК РФ предъявили ему обвинение по делу о хищении 450 миллионов рублей, выделенных на строительство комплекса зданий ФГБУК «Государственный Эрмитаж» — сам Эрмитаж оценил ущерб от действий группы компаний «Роспан», выступавшего подрядчиком строительства, в 860 миллионов рублей. В СКР сообщили, что в тот же день следователи и сотрудники ФСБ, провели обыски у Пирумова. 18 мая Басманный районный суд Москвы постановил заключить Григория Пирумова под стражу до 16 июля. 22 мая Эрмитаж заявил иск к бывшим сотрудникам минкультуры Григорию Пирумову, Борису Мазо, а также бенефициару группы компаний «Роспан» Никите Колесникову, рассчитывая взыскать с них 856 миллионов рублей. 12 августа 2019 года Мосгорсуд по просьбе адвоката Куприянова, представлявшего интересы экс-замминистра, перевёл его подзащитного из СИЗО под домашний арест.
6 июля 2022 года Красногорский городской суд Московской области приговорил Григория Пирумова к девяти годам колонии

## Семья
По данным на 2017 год Григорий Пирумов был женат; в семье было трое детей.
Жена: Татьяна Анатольевна Пирумова — совладелица ООО «СК РДН-РЕГИОН» (2005—2011), НП «База Отдыха „Волго“» (с 2004) и владелица московского ООО «ТАПИР» (с 2009).

## Публикации
- Пирумов Г. У. Моделирование динамики манипуляционных роботов с упругими элементами : диссертация … кандидата физико-математических наук : 01.02.01 / АН СССР. Ин-т проблем механики; науч. рук. Ф. Л. Черноусько. — М., 1989. — 156 с.
  - Пирумов Г. У. Моделирование динамики манипуляционных роботов с упругими элементами: автореферат дис. … кандидата физико-математических наук: 01.02.01 / АН СССР. Ин-т проблем механики. — М., 1989. — 14 с.
  - Зак В. Л., Пирумов Г. У., Рогов Н. Н. Моделирование динамики манипуляторов с упругими шарнирами // Известия АН СССР, Механика твердого тела. — 1987. — № 3.
  - Зак В. Л., Пирумов Г. У. Моделирование динамики упругого манипулятора с электромеханическими приводами // Известия АН СССР, Техническая кибернетика. — 1987. — № 3.
- Пирумов Г. У. Опыт городского инвестирования в строительство в Москве // Недвижимость и инвестиции. Правовое регулирование : журнал. — 2004. — Март (№ 1 (18)). Архивировано 12 июня 2018 года.